# 31400 Dakshdua
31400 Dakshdua è un asteroide della fascia principale. Scoperto nel 1998, presenta un'orbita caratterizzata da un semiasse maggiore pari a 2,2782593 au e da un'eccentricità di 0,1000752, inclinata di 3,24179° rispetto all'eclittica.
L'asteroide è dedicato allo studente indiano Daksh Dua.